# Natterers heremietkolibrie
De Natterers heremietkolibrie (Phaethornis nattereri) is een vogel uit de familie Trochilidae (kolibries). De vogel is genoemd naar de Oostenrijkse natuuronderzoeker Johann Natterer.

## Verspreiding en leefgebied
Deze soort komt voor in oostelijk Bolivia en zuidwestelijk en oostelijk Brazilië.